# Liste der Monuments historiques in Francières (Oise)
Die Liste der Monuments historiques in Francières (Oise) führt die Monuments historiques in der französischen Gemeinde Francières auf.

## Liste der Bauwerke
| Bezeichnung            | Beschreibung | Standort | Kennzeichnung | Schutzstatus | Datum | Bild           |
| ---------------------- | ------------ | -------- | ------------- | ------------ | ----- | -------------- |
| Ehemalige Zuckerfabrik | Erbaut 1829  | (Lage)   | PA60000026    | Inscrit      | 1999  | weitere Bilder |

## Liste der Objekte
| Bezeichnung           | Beschreibung    | Standort                | Kennzeichnung | Schutzstatus | Datum | Bild |
| --------------------- | --------------- | ----------------------- | ------------- | ------------ | ----- | ---- |
| Bleiglasfenster Nr. 0 | 16. Jahrhundert | in der Kirche St-Michel | PM60000827    | Classé       | 1913  |      |